# Uozu
Uozu (jap. 魚津市, -shi, wörtlich: „Fischhafen“) ist eine Stadt in der Präfektur Toyama in Japan.

## Geographie
Uozu liegt nordöstlich von Toyama und westlich von Kurobe an der Toyama-Bucht des Japanischen Meeres.

## Geschichte
Uozu entwickelte sich als Burgstadt und dann in der Edo-Zeit als Fischereihafen. Der Ort war 1918 Ausgangspunkt der landesweiten Reisunruhen.
Uozu erhielt am 1. April 1952 den Status einer Stadt.

## Sehenswürdigkeiten
- Suwa-Schrein

## Ehrenbürger der Stadt (Auswahl)
- Yoshida Tadao (1908–1993), Gründer von YKK

## Verkehr
- Zug:
  - JR Hokuriku-Hauptlinie
- Straße:
  - Hokuriku-Autobahn
  - Nationalstraße 8

## Städtepartnerschaften
- Chiang Mai, seit 1989

## Angrenzende Städte und Gemeinden

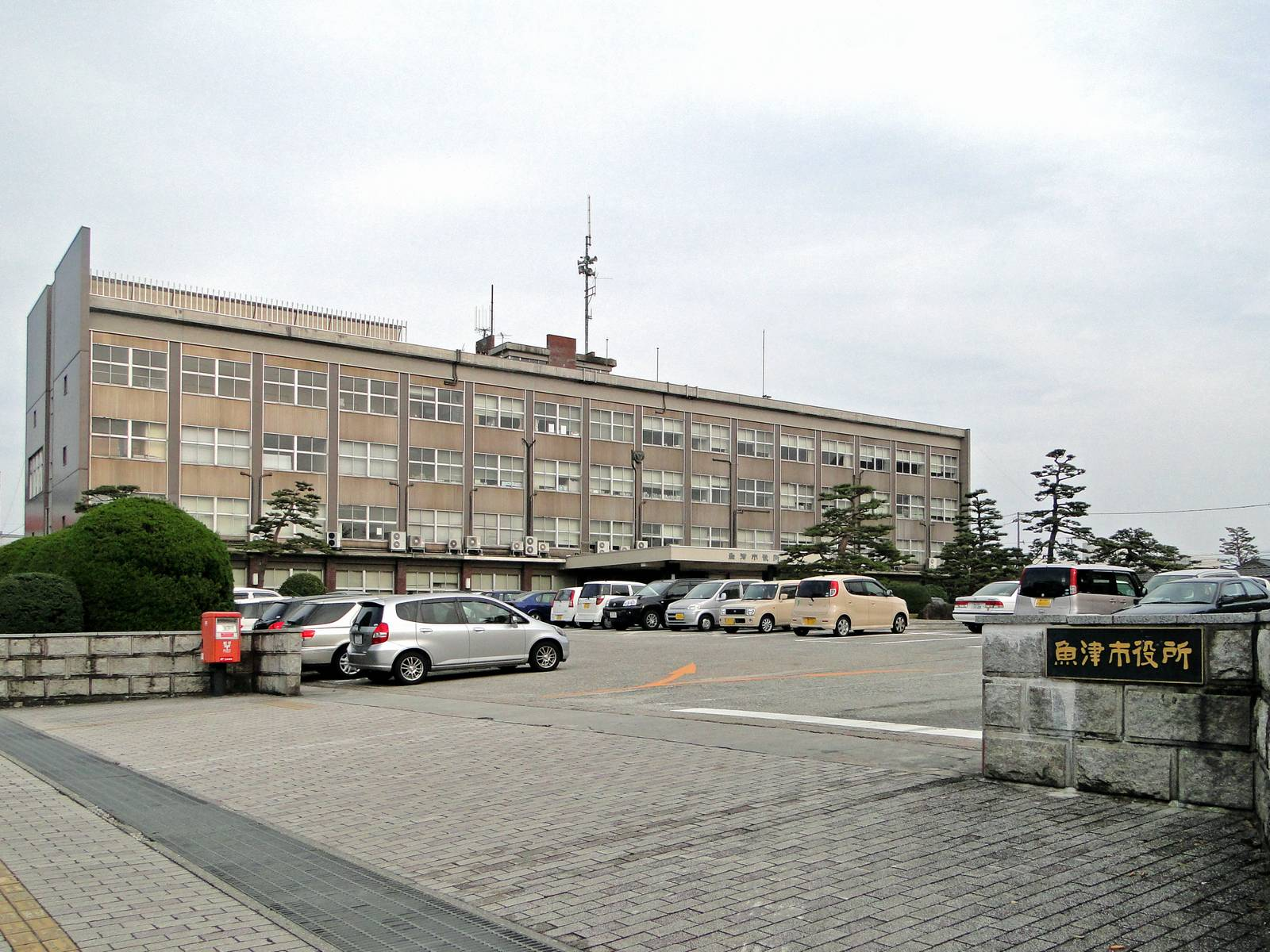
Rathaus

- Kurobe
- Namerikawa
- Kamiichi